# Zona crepusculară (serial din 2019)
Zona crepusculară (The Twilight Zone) este un serial web TV antologic american  bazat pe serialul original Zona crepusculară din 1959 creat de Rod Serling. A avut premiera la 1 aprilie 2019 pe CBS All Access. Jordan Peele este gazda emisiunii, în diverse episoade apar actori ca Taissa Farmiga, Adam Scott, John Cho, Kumail Nanjiani, Allison Tolman, Jacob Tremblay, Steven Yeun, DeWanda Wise, Ginnifer Goodwin, Sanaa Lathan, Tracy Morgan, Greg Kinnear, Zazie Beetz, Chris O'Dowd, Damson Idris sau Seth Rogen.

## Episodes
| Nr.                                                                                      | Titlu                      | Regizat de        | Scris de | Data lansării   |
| ---------------------------------------------------------------------------------------- | -------------------------- | ----------------- | --- | --------------- |
| 1                                                                                        | „The Comedian”             | Owen Harris       | Alex Rubens | 1 aprilie 2019  |
| Distribuție: Kumail Nanjiani, Amara Karan, Diarra Kilpatrick, Ryan Robbins, Tracy Morgan |                            |                   | |                 |
| 2                                                                                        | „Nightmare at 30,000 Feet” | Greg Yaitanes     | Poveste de: Simon Kinberg, Jordan Peele and Marco Ramirez Scenariu de: Marco Ramirez Poveste și scenariu de: Richard Matheson | 1 aprilie 2019  |
| Distribuție: Adam Scott, Chris Diamantopoulos, Dan Carlin, Katie Findlay, Nicholas Lea   |                            |                   | |                 |
| 3                                                                                        | „Replay”                   | Gerard McMurray   | Selwyn Seyfu Hinds | 11 aprilie 2019 |
| Distribuție: Sanaa Lathan, Damson Idris, Glenn Fleshler, Steve Harris                    |                            |                   | |                 |
| 4                                                                                        | „The Traveler”             | Ana Lily Amirpour | Glen Morgan | 18 aprilie 2019 |
| Distribuție: Steven Yeun, Marika Sila, Greg Kinnear                                      |                            |                   | |                 |
| 5                                                                                        |                            |                   | | 25 aprilie 2019 |
| 6                                                                                        |                            |                   | | 2 mai 2019      |
| 7                                                                                        |                            |                   | | 9 mai 2019      |
| 8                                                                                        |                            |                   | | 16 mai 2019     |
| 9                                                                                        |                            |                   | | 23 mai 2019     |
| 10                                                                                       |                            |                   | | 30 mai 2019     |

Alte episoade sunt denumite "Point of Origin",  "The Blue Scorpion", și "The Wunderkind".